# Ana María Mendieta
Ana María Alejandra Mendieta Trefogli (Perú, 12 de noviembre de 1966) es una abogada peruana. Se desempeñó como Ministra de la Mujer y Poblaciones Vulnerables del Perú, entre el 2 de abril de 2018 y el 11 de marzo de 2019, durante el Gobierno de Martín Vizcarra.

## Biografía
Ingresó a la Pontificia Universidad Católica del Perú, en la cual estudió Derecho y obtuvo el título de Abogada. Estudió una maestría en Derecho Constitucional en la Universidad Nacional Federico Villarreal y un diplomado en derechos humanos de las mujeres.

## Vida política
Ocupó el cargo de viceministra de la Mujer entre 2014 y 2016. Fue directora del Programa Nacional Contra la Violencia Familiar y Sexual en el Ministerio de la Mujer y Desarrollo SociaL (MIMDES).

### Ministra de la Mujer
El 2 de abril de 2018 juramentó como Ministra de la Mujer y Poblaciones Vulnerables del Perú, en el primer gabinete del presidente Martín Vizcarra Cornejo.